# (840) Zenobia
(840) Zenobia es un asteroide perteneciente al cinturón de asteroides descubierto el 25 de septiembre de 1916 por Maximilian Franz Wolf desde el observatorio de Heidelberg-Königstuhl, Alemania.
Está posiblemente nombrado por Zenobia  en mitología, diosa eslava de la caza.